# Паскалина
Паскалина или аритметички калкулатор је била други механички калкулатор, који је изумео Блез Паскал 1645. године.
Паскал је 1642. године започео радове на свом калкулатору када му је било само деветнаест година. Помагао је у послу свом оцу, који је био порески комесар па је тражио уређај који би му олакшао посао. Паскал је 1652. године направио педесет прототипова и продао неколико десетина машина, али цена и сложеност Паскалине - заједно са чињеницом да је она могла само да сабира и одузима, па и то са потешкоћама- утицале су на даљу продају. И током те године производња је престала. У то време, Паскал се окренуо ка неким својим другим интересовањима, пре свега ка изучавању атмосферског притиска, а потом и ка филозофији.
Паскалина је била децимална машина, а то није било нарочито погодно, јер се у Француској појавио нови валутни систем, сличан фунтама, шилинзима и пенијима, који су се користили у Уједињеном Краљевству све до седамдесетих година 20. века, и као такав није био децималан.
Француска је 1799. године прешла на метрички систем. До тог времена, Паскалов основни изум је инспирисао и друге изумитеље, мада ни они нису било комерцијално претерано успешни. Чудо од детета, Готфрид Вилхелм Лајбниц, изумео је 1672. године справу која се заснивала на другом моделу, узастопном сабирању, која је могла да обавља сабирање, одузимање, множење и дељење и да рачуна квадратни корен. Али калкулатори се нису појављивали на тржишту све до почетка деветнаестог века, када је Чарлс Хавијер Томас де Колмар изумео аритхометар базиран на Лајбницовом моделу, и који је први био комерцијално успешан.
Први Паскалин прототип је имао свега неколико цифара, док су касније варијанте имале и до осам, што је потом омогућило да се користе и бројеви до 9.999.999. 
Цифре су се бирале преко металних точкића чијим су се окретањем добијали одговарајући бројеви; одговори су се појављивали у кутијицама на самом врху калкулатора. Пошто су се зупчаници окретали само у једном правцу, негативни бројеви се нису могли одмах израчунати. Приликом сабирања бројева коришћен је метод комплемената од девет. Да би се помогло кориснику, при уносу броја приказивао се и његов комплемент изнад кутијице у којој је писао унети број.